# Paranelima correa
Paranelima correa is een hooiwagen uit de familie Sclerosomatidae.